# Savigliano
Savigliano é uma comuna italiana da região do Piemonte, província de Cuneo, com cerca de 19.893 habitantes. Estende-se por uma área de 110 km², tendo uma densidade populacional de 181 hab/km². Faz fronteira com Cavallermaggiore, Cervere, Fossano, Genola, Lagnasco, Marene, Monasterolo di Savigliano, Scarnafigi, Verzuolo, Villafalletto, Vottignasco.

## Demografia
| Variação demográfica do município entre 1861 e 2011                               |
|                                                                                   |
| Fonte: Istituto Nazionale di Statistica (ISTAT) - Elaboração gráfica da Wikipedia |